# Trophée mondial de rugby à XV des moins de 20 ans 2018
Ne doit pas être confondu avec Championnat du monde junior de rugby à XV 2018.
Navigation
Trophée 2017 Trophée 2019
Le Trophée mondial de rugby à XV des moins de 20 ans 2018 (ou Trophée U20 World Rugby, en anglais World Rugby Under 20 Trophy) est la onzième édition de la compétition internationale annuelle, organisée du 24 août au 10 septembre en Roumanie. En plus du pays hôte et du relégué du Championnat du monde 2017, six équipes sont qualifiées. Elles sont réparties en deux poules et disputent ensuite des finales de classement.

## Organisation
La compétition est organisée au stade Arcul de Triumf, à Bucarest.
Le vainqueur de la compétition est qualifié pour le Championnat du monde junior 2019.

## Équipes participantes
Huit nations disputent le tournoi. En plus de l'organisateur, six équipes se sont qualifiées par le biais de leur compétition continentale. Les Samoa participent automatiquement en tant que relégués du Championnat du monde 2017.
- Organisateur : Roumanie
- Relégué du Championnat du monde 2017 : Samoa
- Asie : Hong Kong
- Afrique : Namibie
- Amérique du Sud : Uruguay
- Amérique du Nord : Canada
- Europe : Portugal
- Océanie : Fidji

## Phase de poules

### Poule A
| Rang | Pays          | J | V | N | D | Bo | Bd | Pm  | Pe  | Diff | Pts |
| ---- | ------------- | - | - | - | - | -- | -- | --- | --- | ---- | --- |
| 1    | Samoa -20     | 3 | 3 | 0 | 0 | 3  | 0  | 113 | 65  | +48  | 15  |
| 2    | Namibie -20   | 3 | 2 | 0 | 1 | 2  | 0  | 167 | 77  | +90  | 10  |
| 3    | Hong Kong -20 | 3 | 1 | 0 | 2 | 1  | 0  | 86  | 158 | -72  | 5   |
| 3    | Roumanie -20  | 3 | 0 | 0 | 3 | 2  | 0  | 76  | 142 | -66  | 2   |

| 28 août 2018 | (bo) Samoa -20 | 41 - 20 (17 - 5) | Hong Kong -20 | Stade Arcul de Triumf, Bucarest Arbitre : Kaveni Talemaivalagi |
| 28 août 2018 | Essai(s) : 7 Tato (25e, 28e, 32e), Patu (42e), Toleafoa (59e, 74e), Fomai (80e) Transformation(s) : 3 Niulevaea (en) (29e, 60e), Fomai (80e+1) Carton(s) jaune(s) : 1 Leavasa (77e) | Rapport          | Essai(s) : 3 Tam (36e, 45e), Down (65e) Transformation(s) : 1 Altier (65e) Pénalité(s) : 1 Altier (50e) Carton(s) jaune(s) : 1 Dukhande (27e) | Stade Arcul de Triumf, Bucarest Arbitre : Kaveni Talemaivalagi |
| 28 août 2018 | | Rapport          | | Stade Arcul de Triumf, Bucarest Arbitre : Kaveni Talemaivalagi |

| 28 août 2018 | (bo) Namibie -20 | 55 - 26 (26 - 12) | Roumanie -20 (bo) | Stade Arcul de Triumf, Bucarest Arbitre : Paulo Duarte |
| 28 août 2018 | Essai(s) : 6 Breytenbach (4e), Bruwer (9e), Pretorius (41e), Lebereki (71e), Beukes (73e), van Wyk (80e+1) Transformation(s) : 5 Bruwer (5e, 10e, 72e, 74e), G.Mouton (80e+2) Pénalité(s) : 5 Bruwer (21e, 24e, 32e, 35e, 53e) Carton(s) jaune(s) : 1 Ludick (en) (57e) | Rapport           | Essai(s) : 4 Pașalan (25e), Ser (en) (40e+2), Hartig (en) (58e), Homiuc (68e) Transformation(s) : 3 Bumbac (40e+3), Harasim (60e, 69e) Carton(s) jaune(s) : 1 Ser (53e) | Stade Arcul de Triumf, Bucarest Arbitre : Paulo Duarte |
| 28 août 2018 | | Rapport           | | Stade Arcul de Triumf, Bucarest Arbitre : Paulo Duarte |

| 1er septembre 2018 | (bo) Namibie -20 | 84 - 10 (27 - 10) | Hong Kong -20                        | Stade Arcul de Triumf, Bucarest Arbitre : Nika Amashukeli |
| 1er septembre 2018 | Essai(s) : 12 Pretorius (11e, 76e), G.Mouton (26e, 30e, 66e), Ludick (en) (43e), Beukes (53e), Theron (60e), Plaatjies (68e), Schickerling (72e), Wellman (79e), Breytenbach (80e+1) Transformation(s) : 9 Bruwer (12e, 27e, 31e, 44e, 61e), G.Mouton (67e, 74e, 76e, 79e) Pénalité(s) : 2 Bruwer (15e, 20e) Carton(s) jaune(s) : 1 van Wyk (64e) | Rapport           | Essai(s) : 2 Rivers (18e), Tam (36e) | Stade Arcul de Triumf, Bucarest Arbitre : Nika Amashukeli |
| 1er septembre 2018 | | Rapport           |                                      | Stade Arcul de Triumf, Bucarest Arbitre : Nika Amashukeli |

| 1er septembre 2018 | (bo) Samoa -20 | 31 - 17 (19 - 10) | Roumanie -20                                                                     | Stade Arcul de Triumf, Bucarest Arbitre : Tasuku Kawahara |
| 1er septembre 2018 | Essai(s) : 5 Ah See (7e), Tupe (15e, 45e), Toleafoa (19e), Young Yen (50e) Transformation(s) : 3 Toleafoa (8e, 20e, 46e) Carton(s) jaune(s) : 2 Leavasa (3e), Faleafaga (61e) Carton(s) rouge(s) : 1 Fomai (65e) | Rapport           | Essai(s) : 3 Grigore (6e, 34e), Murariu (74e) Transformation(s) : 1 Bumbac (74e) | Stade Arcul de Triumf, Bucarest Arbitre : Tasuku Kawahara |
| 1er septembre 2018 | | Rapport           |                                                                                  | Stade Arcul de Triumf, Bucarest Arbitre : Tasuku Kawahara |

| 5 septembre 2018 | (bo) Roumanie -20 | 33 - 56 (7 - 25) | Hong Kong -20 (bo) | Stade Arcul de Triumf, Bucarest Arbitre : Paulo Duarte |
| 5 septembre 2018 | Essai(s) : 5 Hartig (en) (10e), de pénalité (47e), Iancu (en) (63e), Crăciun (73e), Iliuță (80e+1) Transformation(s) : 4 Bumbac (10e), de pénalité (47e), Jipa (64e, 74e) Carton(s) jaune(s) : 1 Hartig (70e) | Rapport          | Essai(s) : 7 Altier (24e, 36e, 42e), Coebergh (40e+1), Down (53e), Ramage (60e, 77e) Transformation(s) : 6 Altier (25e, 38e, 43e, 55e, 61e, 78e) Pénalité(s) : 3 Altier (7e, 32e, 71e) | Stade Arcul de Triumf, Bucarest Arbitre : Paulo Duarte |
| 5 septembre 2018 | | Rapport          | | Stade Arcul de Triumf, Bucarest Arbitre : Paulo Duarte |

| 5 septembre 2018 | (bo) Samoa -20 | 41 - 28 (15 - 18) | Namibie -20 | Stade Arcul de Triumf, Bucarest Arbitre : Tornike Gvirjishvili |
| 5 septembre 2018 | Essai(s) : 6 Lilomaiava (3e), Tavita (14e), Young Yen (50e), Patu (58e), Fuiono (59e), Solomona (66e) Transformation(s) : 4 Toleafoa (15e, 51e, 58e, 66e) Pénalité(s) : 1 Toleafoa (28e) Carton(s) jaune(s) : 4 Toleafoa (33e), Faamausili (71e), Sio (80e), Fetu (80e+3) | Rapport           | Essai(s) : 3 Basson (8e), Plato (en) (36e), Opperman (80e+5) Transformation(s) : 2 Bruwer (37e, 80e+6) Pénalité(s) : 3 Bruwer (20e, 39e, 42e) Carton(s) jaune(s) : 2 O.Mouton (55e), Theron (64e) | Stade Arcul de Triumf, Bucarest Arbitre : Tornike Gvirjishvili |
| 5 septembre 2018 | | Rapport           | | Stade Arcul de Triumf, Bucarest Arbitre : Tornike Gvirjishvili |

### Poule B
| Rang | Pays         | J | V | N | D | Bo | Bd | Pm  | Pe  | Diff | Pts |
| ---- | ------------ | - | - | - | - | -- | -- | --- | --- | ---- | --- |
| 1    | Fidji -20    | 3 | 3 | 0 | 0 | 3  | 0  | 140 | 82  | +58  | 15  |
| 2    | Portugal -20 | 3 | 2 | 0 | 1 | 1  | 0  | 79  | 76  | +3   | 9   |
| 3    | Uruguay -20  | 3 | 1 | 0 | 2 | 2  | 0  | 76  | 104 | -28  | 6   |
| 4    | Canada -20   | 3 | 0 | 0 | 3 | 0  | 2  | 78  | 111 | -33  | 2   |

| 28 août 2018 | (bo) Uruguay -20 | 34 - 55 (12 - 15) | Fidji -20 (bo) | Stade Arcul de Triumf, Bucarest Arbitre : Nika Amashukeli |
| 28 août 2018 | Essai(s) : 5 Ardao (13e, 29e), Buysan (53e), Viñals (en) (67e), Sonneveld (79e) Transformation(s) : 3 Cattivelli (30e, 54e, 79e) Pénalité(s) : 1 Cattivelli (46e) | Rapport           | Essai(s) : 9 Uluinakauvadra (16e, 42e), Vudogo (en) (23e), Turagaca (39e, 74e), Muntz (47e), Rokobuli (57e), Derenalagi (59e), Nasamila (80e+3) Transformation(s) : 5 Muntz (43e, 49e 58e, 60e, 80e+4) Carton(s) jaune(s) : 2 Naciva (27e), Navabale (69e) | Stade Arcul de Triumf, Bucarest Arbitre : Nika Amashukeli |
| 28 août 2018 | | Rapport           | | Stade Arcul de Triumf, Bucarest Arbitre : Nika Amashukeli |

| 28 août 2018 | Portugal -20 | 31 - 29 (11 - 26) | Canada -20 (bd) | Stade Arcul de Triumf, Bucarest Arbitre : Tasuku Kawahara |
| 28 août 2018 | Essai(s) : 3 Mascarenhas (33e), de pénalité (43e), R.Marta (47e) Transformation(s) : 2 de pénalité (43e), Portela (48e) Pénalité(s) : 4 Lima (13e, 23e), Portela (66e, 73e) Carton(s) jaune(s) : 1 Gonçalves (60e) | Rapport           | Essai(s) : 2 Smith (25e), McRogers (en) (40e+3) Transformation(s) : 2 Percillier (26e, 40e+5) Pénalité(s) : 5 Percillier (3e, 17e, 30e, 39e, 71e) Carton(s) jaune(s) : 2 Prevost (43e), Percillier (46e) | Stade Arcul de Triumf, Bucarest Arbitre : Tasuku Kawahara |
| 28 août 2018 | | Rapport           | | Stade Arcul de Triumf, Bucarest Arbitre : Tasuku Kawahara |

| 1er septembre 2018 | (bo) Uruguay -20 | 27 - 23 (15 - 6) | Canada -20 (bd) | Stade Arcul de Triumf, Bucarest Arbitre : Kaveni Talemaivalagi |
| 1er septembre 2018 | Essai(s) : 4 Civetta (en) (11e), Costa (40e), Portela (58e), D'Avanzo (80e+3) Transformation(s) : 2 Cattivelli (12e), Iruleguy (80e+4) Pénalité(s) : 1 Cattivelli (22e) Carton(s) jaune(s) : 2 Jaunsolo (en) (46e), Faccennini (64e) | Rapport          | Essai(s) : 2 Smith (48e), Matthews (70e) Transformation(s) : 2 Percillier (49e, 71e) Pénalité(s) : 3 Percillier (19e, 28e, 65e) | Stade Arcul de Triumf, Bucarest Arbitre : Kaveni Talemaivalagi |
| 1er septembre 2018 | | Rapport          | | Stade Arcul de Triumf, Bucarest Arbitre : Kaveni Talemaivalagi |

| 1er septembre 2018 | Portugal -20                                                                                   | 22 - 32 (11 - 10) | Fidji -20 (bo) | Stade Arcul de Triumf, Bucarest Arbitre : Tornike Gvirjishvili |
| 1er septembre 2018 | Essai(s) : 2 R.Marta (4e), Cardoso (80e+6) Pénalité(s) : 4 Portela (21e, 39e, 43e), Lima (53e) | Rapport           | Essai(s) : 5 Mar (9e), Uluinakauvadra (15e), Vudogo (en) (57e), Ikanivere (65e), Turagaca (71e) Transformation(s) : 2 Turaganivalu (66e, 73e) Pénalité(s) : 1 Turaganivalu (75e) Carton(s) jaune(s) : 3 Mocelutu (80e), Natave (en) (80e+2), Naciva (80e+5) | Stade Arcul de Triumf, Bucarest Arbitre : Tornike Gvirjishvili |
| 1er septembre 2018 |                                                                                                | Rapport           | | Stade Arcul de Triumf, Bucarest Arbitre : Tornike Gvirjishvili |

| 5 septembre 2018 | (bo) Fidji -20 | 53 - 26 (7 - 20) | Canada -20 | Stade Arcul de Triumf, Bucarest Arbitre : Tasuku Kawahara |
| 5 septembre 2018 | Essai(s) : 9 Nasamila (27e), Botitu (55e, 80e+2), Ikanivere (62e), Turaganivalu (67e, 79e), Kuruvoli (68e), Rokobuli (73e), Vudogo (en) (77e) Transformation(s) : 4 Turaganivalu (27e, 56e, 67e), Muntz (78e) Carton(s) jaune(s) : 1 Naivanawalu (39e) | Rapport          | Essai(s) : 2 Schellenberger (23e, 40e+3) Transformation(s) : 2 Percillier (24e), Prevost (40e+3) Pénalité(s) : 4 Percillier (10e, 29e), Prevost (58e, 64e) | Stade Arcul de Triumf, Bucarest Arbitre : Tasuku Kawahara |
| 5 septembre 2018 | | Rapport          | | Stade Arcul de Triumf, Bucarest Arbitre : Tasuku Kawahara |

| 5 septembre 2018 | (bo) Portugal -20 | 26 - 15 (5 - 8) | Uruguay -20 | Stade Arcul de Triumf, Bucarest Arbitre : Nika Amashukeli |
| 5 septembre 2018 | Essai(s) : 4 Pop (en) (18e), Sarmento (49e), de pénalité (58e), M.Marta (61e) Transformation(s) : 3 Lima (50e), de pénalité (58e), Gonçalves (62e) Carton(s) jaune(s) : 3 Costa (43e), Mascarenhas (66e), Pinto (76e) | Rapport         | Essai(s) : 2 Iruleguy (29e), Ardao (72e) Transformation(s) : 1 Iruleguy (73e) Pénalité(s) : 1 Iruleguy (2e) Carton(s) jaune(s) : 3 Iruleguy (18e, 80e), Costa (58e) Carton(s) rouge(s) : 1 Iruleguy (80e) | Stade Arcul de Triumf, Bucarest Arbitre : Nika Amashukeli |
| 5 septembre 2018 | | Rapport         | | Stade Arcul de Triumf, Bucarest Arbitre : Nika Amashukeli |

## Matchs de classement et finale

### 7eplace
| 9 septembre 2018 | Roumanie -20 | 14 - 71 (7 - 40) | Canada -20 | Stade Arcul de Triumf, Bucarest Arbitre : Kaveni Talemaivalagi |
| 9 septembre 2018 | Essai(s) : 2 Sirbu (12e), Bumbac (45e) Transformation(s) : 2 Harasim (13e, 46e) Carton(s) jaune(s) : 1 Murariu (78e) | Rapport          | Essai(s) : 11 Vertkas (6e, 52e), McCarthy (14e, 36e), Ergas (20e), Ingoldsby (30e), Morra (en) (34e), McRogers (en) (48e), Prevost (68e), O'Neill (74e), Mukendi (75e) Transformation(s) : 8 Prevost (6e, 17e, 21e, 31e, 35e, 54e, 69e, 74e) | Stade Arcul de Triumf, Bucarest Arbitre : Kaveni Talemaivalagi |
| 9 septembre 2018 | | Rapport          | | Stade Arcul de Triumf, Bucarest Arbitre : Kaveni Talemaivalagi |

### 5eplace
| 9 septembre 2018 | Hong Kong -20                                                                   | 17 - 78 (0 - 43) | Uruguay -20 | Stade Arcul de Triumf, Bucarest Arbitre : Tornike Gvirjishvili |
| 9 septembre 2018 | Essai(s) : 3 Dukhande (42e), Down (47e, 57e) Transformation(s) : 1 Altier (43e) | Rapport          | Essai(s) : 12 Torres (2e), Faccennini (5e), Cattivelli (10e), Grille (en) (15e), Amaya (17e), Viñals (en) (19e), Piussi (38e), Ardao (45e, 73e, 77e), Riviere (53e), McCubbin (en) (67e) Transformation(s) : 9 Cattivelli (7e, 11e, 20e, 39e, 46e), D'Avanzo (54e, 68e, 73e, 78e) | Stade Arcul de Triumf, Bucarest Arbitre : Tornike Gvirjishvili |
| 9 septembre 2018 |                                                                                 | Rapport          | | Stade Arcul de Triumf, Bucarest Arbitre : Tornike Gvirjishvili |

### 3eplace
| 9 septembre 2018 | Namibie -20 | 36 - 67 (7 - 36) | Portugal -20 | Stade Arcul de Triumf, Bucarest Arbitre : Nika Amashukeli |
| 9 septembre 2018 | Essai(s) : 5 Breytenbach (21e), Opperman (64e), Pretorius (67e, 79e), Diergaardt (80e) Transformation(s) : 4 Bruwer (22e), Brandt (65e, 67e, 70e) Pénalité(s) : 1 Brandt (56e) Carton(s) jaune(s) : 1 O.Mouton (71e) | Rapport          | Essai(s) : 11 Cardoso Pinto (6e, 9e), Mascarenhas (19e, 70e), R.Marta (32e), Campos (35e, 64e), Vital (39e), Gonçalves (45e), Cardoso (48e), Peleteiro (73e) Transformation(s) : 6 Lima (32e, 36e, 40e), Gonçalves (50e, 64e, 75e) | Stade Arcul de Triumf, Bucarest Arbitre : Nika Amashukeli |
| 9 septembre 2018 | | Rapport          | | Stade Arcul de Triumf, Bucarest Arbitre : Nika Amashukeli |

### Finale
| 9 septembre 2018 | Samoa -20                                                  | 8 - 58 (3 - 22) | Fidji -20 | Stade Arcul de Triumf, Bucarest Arbitre : Paulo Duarte |
| 9 septembre 2018 | Essai(s) : 1 Solomona (76e) Pénalité(s) : 1 Toleafoa (33e) | Rapport         | Essai(s) : 9 Botitu (5e, 43e), Turaganivalu (20e), Turagaca (36e), Kuruvoli (50e), Rokobuli (57e), Vudogo (en) (73e), Derenalagi (78e), Mar (80e) Transformation(s) : 5 Turaganivalu (5e, 21e, 45e), Botitu (74e, 79e) Pénalité(s) : 1 Turaganivalu (28e) Carton(s) jaune(s) : 2 Turagaca (9e), Wilagi (65e) | Stade Arcul de Triumf, Bucarest Arbitre : Paulo Duarte |
| 9 septembre 2018 |                                                            | Rapport         | | Stade Arcul de Triumf, Bucarest Arbitre : Paulo Duarte |